# Wielenbach

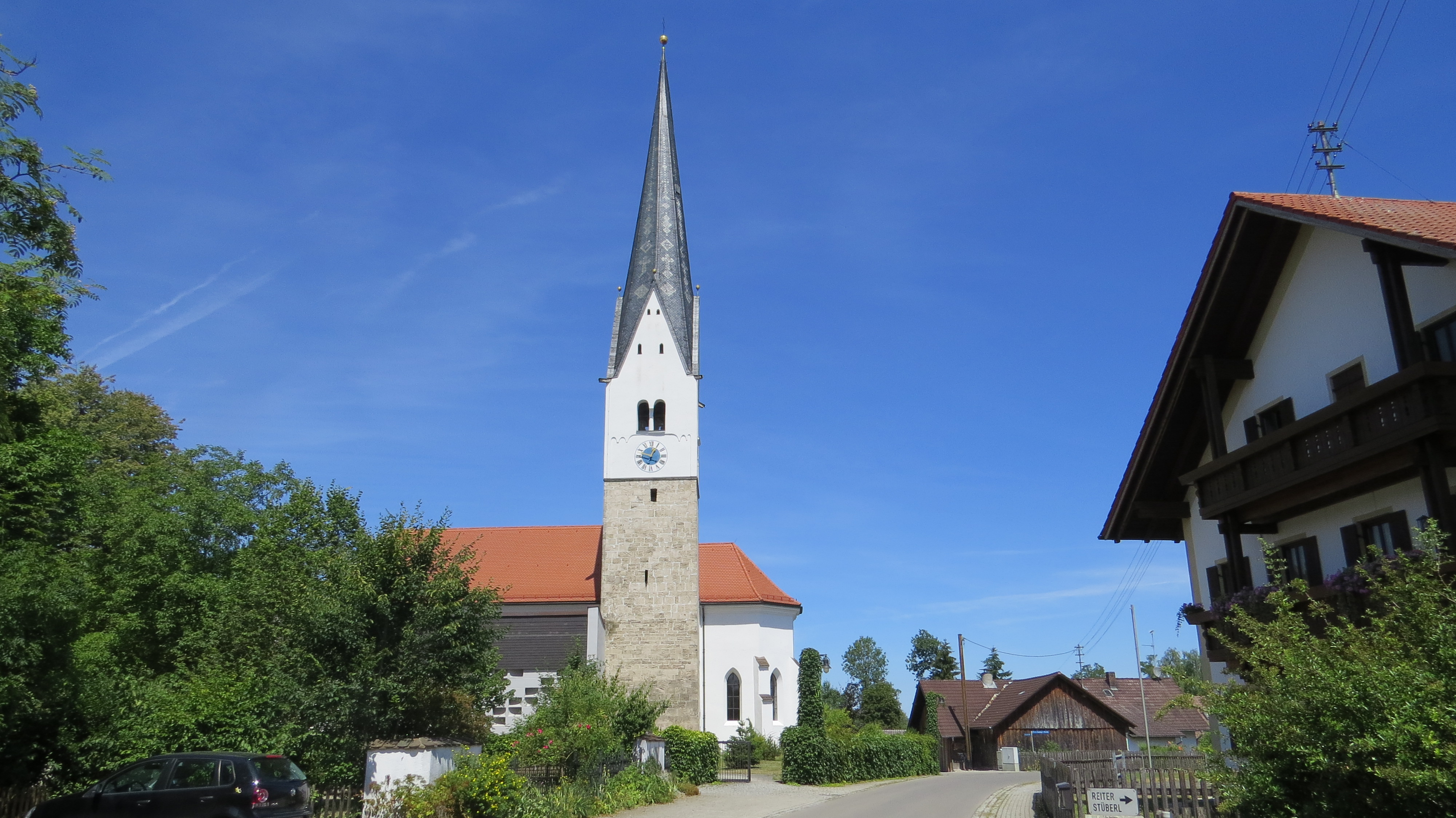
Pfarrkirche in Wielenbach

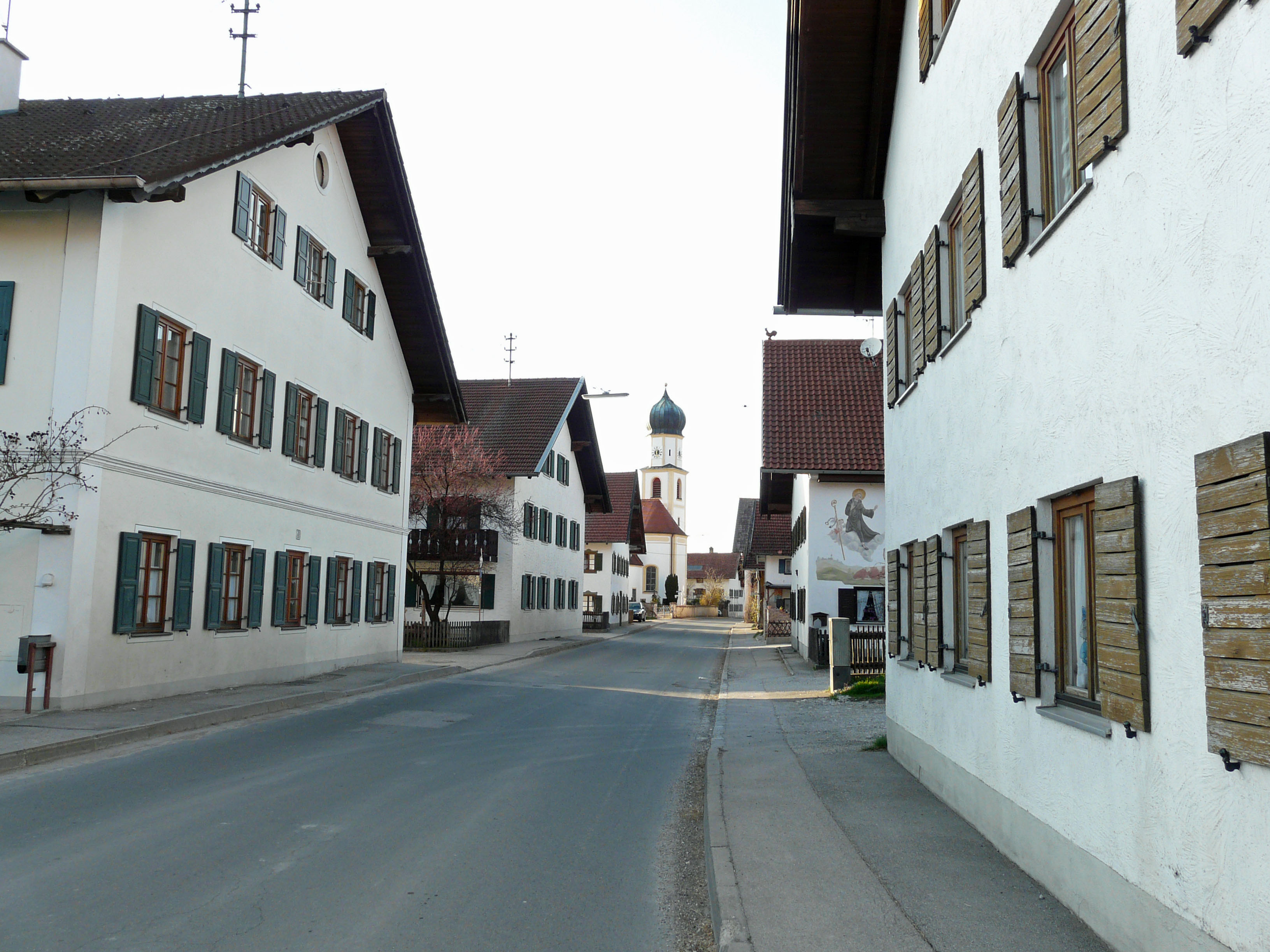
Hauptstraße in Haunshofen

Wielenbach ist eine Gemeinde im oberbayerischen Landkreis Weilheim-Schongau.

## Geografie
Die Gemeinde liegt in der Region Oberland. Es gibt vier Gemeindeteile:
- Wielenbach (Pfarrdorf)
- Wilzhofen (Kirchdorf), Eingemeindung 1808
- Haunshofen (Pfarrdorf), Eingemeindung 1978
- Bauerbach (Kirchdorf), Eingemeindung 1978

Sowie mehrere Siedlungen bzw. Weiler (in Klammern ist der Siedlungstyp angegeben):
- Hardt oder Hardtsiedlung (Siedlung)
- Am Hardt (Einöde)
- Moosschwaige (Einöde)
- Gut Raucherberg (Gut)
- Schörghof (Gut)
- Steinberg (Weiler)
- Wieser (Einöde)

Es gibt die Gemarkungen Haunshofen und Wielenbach sowie die Gewässer Bergknappweiher und Josefsweiher.

## Geschichte

### Bis zur Gemeindegründung
Maßgeblich für die Entwicklung des Ortes war die unter Kaiser Septimius Severus angelegte römische Via Raetia. Die erste datierte Nennung erfolgte am 1. August 1244, als Herzog Otto II. das Patronat der Pfarrkirche dem Kloster Wessobrunn übertrug. Wielenbach gehörte zum Rentamt München und zum Landgericht Weilheim des Kurfürstentums Bayern. Im Zuge der Verwaltungsreformen im Königreich Bayern entstand mit dem Gemeindeedikt von 1818 die heutige Gemeinde.

### 20. Jahrhundert
Im Jahr 1912 wurde in Wielenbach eine Versuchsanlage der „Königlich Bayerischen Biologischen Versuchsstation für Fischerei“ gegründet, später die „Bayerische teichwirtschaftliche Versuchsstation Wielenbach“.
Nach dem Zweiten Weltkrieg siedelten sich viele Vertriebene und Aussiedler in der Gemeinde an und die Einwohnerzahl stieg auf 1160. Dadurch entstand die neue Siedlung Hardt. Dieser Zuwachs an Einwohnern sorgte auch für einen wirtschaftlichen Aufschwung, welcher einen weiteren Anstieg der Einwohnerzahl nach sich zog.
Die Satellitenbodenstation Weilheim des Deutschen Zentrums für Luft- und Raumfahrt (DLR) liegt mit dem größten Teil der Anlagen auf der Gemarkung Wielenbach.
Im Gemeindeteil Wilzhofen befindet sich das Grab der bekannten Schauspielerin Brigitte Horney.

### Eingemeindungen
Im Zuge der Gebietsreform in Bayern wurden am 1. Mai 1978 größere Teile der aufgelösten Gemeinde Haunshofen, die im Jahr 1818 entstanden ist, eingemeindet.

### Einwohnerentwicklung
Zwischen 1988 und 2018 wuchs die Gemeinde von 2603 auf 3216 um 613 Einwohner bzw. um 23,6 %.
| Jahr                 | 1840 | 1871 | 1900 | 1925 | 1939 | 1950 | 1970 | 1987 | 1991 | 1995 | 2000 | 2005 | 2010 | 2015 | 2020 | 2022 |
| Anzahl der Einwohner | 659  | 742  | 875  | 1080 | 1013 | 1657 | 1949 | 2571 | 2811 | 2893 | 3009 | 3143 | 3162 | 3171 | 3242 | 3443 |

Im August 2020 hatten nach Angaben der Gemeinde 3029 Menschen ihren Hauptwohnsitz in Wielenbach und seinen Ortsteilen (Wielenbach 2183, Wilzhofen 367, Haunshofen 379, Bauerbach 100).
2022 lebten 3443 Menschen in der Gemeinde. Die Kirchenaustritte nahmen zu: Waren es im Jahr 2020 etwa 1 % der Gesamtbevölkerung, stieg im Jahr 2022 die Zahl auf 2 % der Gesamtbevölkerung.

### Ortsname
Der alte Name von Wielenbach wurde Wulpach oder Wulenbach geschrieben (jeweils mit einem Ring über dem u). Der Ortsname stammt also vom wühlenden heutigen Grünbach, der in alten Karten in der Nähe der Einmündung in die Ammer noch Wühlbach hieß.

## Politik

### Gemeinderat
Die Gemeinderatswahl 2020 erbrachte folgende Stimmenanteile und Sitzverteilung:
- CSU: 29,02 % (5 Sitze)
- Freie Wähler Wielenbach 24,42 % (4 Sitze)
- Freie Wählerschaft Haunshofen-Bauerbach: 19,28 % (3 Sitze)
- Liste Wir für Wielenbach: 27,29 % (4 Sitze)

### Bürgermeister
Erster Bürgermeister ist Harald Mansi (Wir für Wielenbach).

### Wappen
| Wappen der Gemeinde Wielenbach | Blasonierung: „In Silber ein blauer Wellenbalken; oben schräg gekreuzt ein roter Schlüssel und ein gestümmelter roter Ast, unten ein schwarzer, silbern bewehrter Eberrumpf.“ |
| Wappen der Gemeinde Wielenbach | |

## Kultur und Sehenswürdigkeiten

### Baudenkmäler
- Katholische Pfarrkirche St. Peter

### Sport
Der Sportverein SV Wielenbach e. V. spielt mit seinen beiden Fußball-Herrenmannschaften in der A-Klasse 3 des BFV und in der B-Klasse 3. Des Weiteren bietet der Sportverein die Sparten Tennis, Laufen, Radsport, Gymnastik, Stockschießen, Volleyball und Badminton an.

## Wirtschaft und Infrastruktur

### Wirtschaft einschließlich Land- und Forstwirtschaft
In der Gemeinde gab es 2014 insgesamt 322 sozialversicherungspflichtige Arbeitsplätze. Von der Wohnbevölkerung standen 1155 Personen in einem sozialversicherungspflichtigen Beschäftigungsverhältnis. Die Anzahl der Auspendler überwog damit die Zahl der Einpendler um 833.
2010 gab es in Wielenbach 58 landwirtschaftliche Betriebe. Vom Gemeindegebiet waren 2289 ha landwirtschaftlich genutzt, davon waren 1833 ha Dauergrünfläche.

### Verkehr

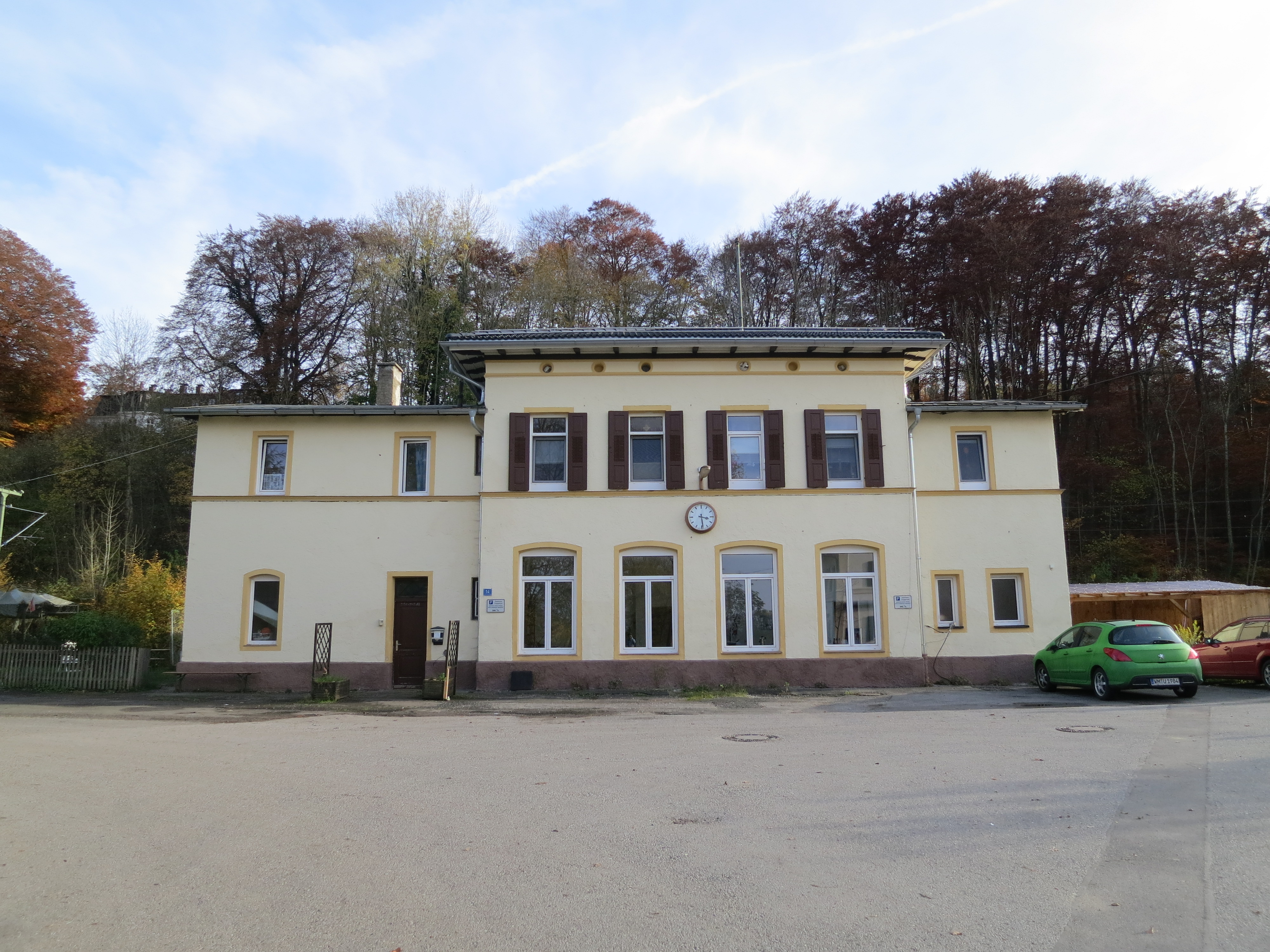
Empfangsgebäude des ehemaligen Bahnhofs Wilzhofen

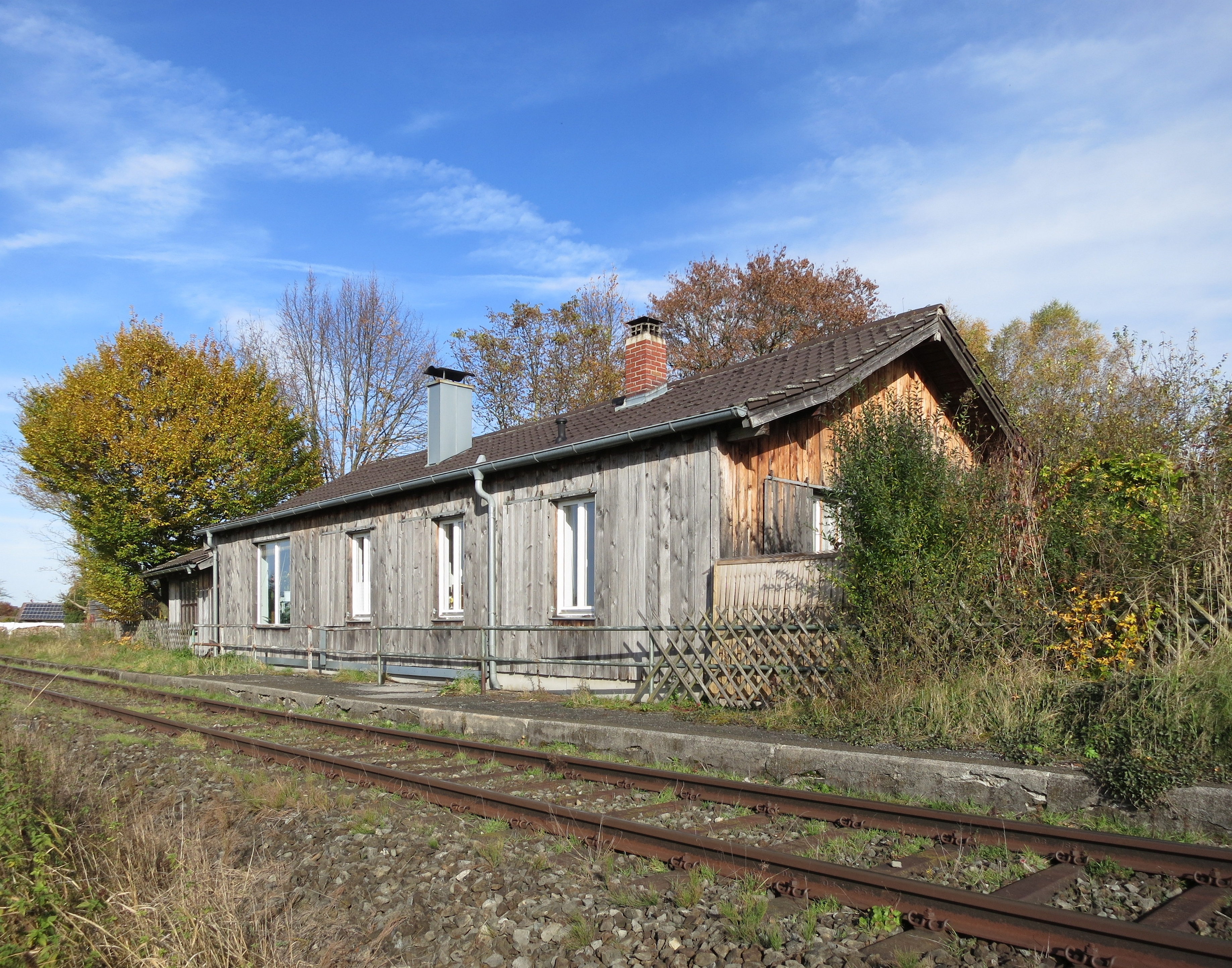
Ehemaliger Bahnhof Wielenbach

Durch Wielenbach führen zwei eingleisige Bahnstrecken. Im Westen der Gemeinde verläuft die nicht elektrifizierte Ammerseebahn von Mering über Geltendorf und Dießen nach Weilheim, im Osten die elektrifizierte Bahnstrecke München–Garmisch-Partenkirchen. An der Ammerseebahn befand sich im Westen des Hauptortes Wielenbach der 1983 stillgelegte Bahnhof Wielenbach. An der Bahnstrecke München–Garmisch-Partenkirchen existierte südlich des Ortsteils Wilzhofen der Bahnhof Wilzhofen, der am 2. Juni 1984 stillgelegt wurde. Heute gibt es in Wielenbach keine Personenbahnhöfe mehr, der Bahnhof Wilzhofen dient allerdings mit zwei Gleisen noch als Betriebsbahnhof. Das Wilzhofener Empfangsgebäude ist noch erhalten. Südwestlich des Empfangsgebäudes sind noch die ehemalige Laderampe und Reste des Ladegleises vorhanden.
Am 1. Februar 1866 wurde die Bahnstrecke von München über Tutzing und Weilheim nach Unterpeißenberg eröffnet, an welcher der Bahnhof Wilzhofen entstand. Bis 1889 wurde die Strecke von Weilheim über Murnau nach Garmisch-Partenkirchen verlängert. Die Ammerseebahn wurde am 30. Juni 1898 durch die Königlich Bayerischen Staatseisenbahnen eröffnet. An ihr entstand der Bahnhof Wielenbach. Das 1938 errichtete Empfangsgebäude ist ein einstöckiger gemauerter Bau, der mit Holz verkleidet ist. Es enthielt Schalter- und Dienstraum sowie eine Güterhalle. Neben dem durchgehenden Hauptgleis am Hausbahnsteig besaß der Bahnhof ein aus Richtung Raisting nach Osten abzweigendes Ladegleis, an dem hauptsächlich landwirtschaftliche Güter und Kleintiere verladen wurden. Vom Bahnhof aus wurden drei Schranken bedient. Zuletzt wurde der Bahnhof Wielenbach von den meisten Zügen ohne Halt durchfahren oder nur noch als Bedarfshalt bedient. 1983 wurde der Bahnhof stillgelegt und nur noch als Blockstelle betrieben. Das Ladegleis wurde abgebaut und das Empfangsgebäude 1988 verkauft. Das Gebäude ist, erheblich umgebaut, erhalten.

### Bildung
Es gibt folgende Einrichtungen (Stand: 2014):
- Eine Kindertageseinrichtung mit 134 Plätzen und 107 angemeldeten Kindern
- Eine Volksschulen mit 159 Schülern, die von neun Lehrern unterrichtet werden

## Persönlichkeiten
- Andrea Jochner-Weiß (* 1961), Politikerin (CSU), Landrätin
- Brigitte Horney (1911–1988), Schauspielerin, lebte im Ort und wurde dort bestattet